# Медаља за храброст (Црна Гора)
Медаља за храброст је одликовање Црне Горе. Медаља је установљена 5. маја 2005. године доношењем Закона о државним одликовањима и признањима. Додјељује је предсједник Црне Горе. Медаља за храброст додељује се за дјело личне храбрости у безбједности грађана и државе, изван и изнад захтјева дужности..

## Изглед ордена
На лицу Медаље рељефно је постављен мотив стилизоване вучедолске заставе. На наличју Медаље, у горњем дијелу, полукружно, латиничним писмом, исписан је текст Медаља за храброст, испод којег се налази грб Црне Горе..